# Pressione intraoculare
La pressione intraoculare (IOP) è determinata dalla velocità con la quale il liquido all'interno dell'occhio, chiamato umor acqueo, viene prodotto e riassorbito.
Il valore della pressione interna dell'occhio, come quello della pressione arteriosa, si misura nella pratica medica ancora in torr mentre l'unità adottata dal sistema internazionale sarebbe il pascal. La pressione intraoculare è entro i valori limite sotto i 21 torr. Una pressione troppo elevata (ipertensione oculare), se non trattata, può portare al glaucoma, una malattia che può provocare cecità a causa di danni al nervo ottico.
La pressione oculare elevata non giustifica sempre la diagnosi del glaucoma. Esistono infatti molti casi di ipertensione oculare innocua.

## Movimento dell'umor acqueo
L'umor acqueo viene prodotto da una parte del corpo ciliare (struttura che si trova dietro l'iride); questo liquido circola attraverso la camera posteriore, passando attraverso il foro della pupilla e arrivando nella camera anteriore dell'occhio (lo spazio compreso tra la superficie oculare, ossia la cornea, e l'iride). Tale liquido viene riassorbito da un'altra zona anatomica chiamata trabecolato sclerocorneale, che si trova nell'angolo della camera anteriore dell'occhio. Se questa zona si ostruisce la pressione sale: è come se si chiudesse parzialmente il tappo del lavandino quando l'acqua scorre. In condizioni normali, invece, questo ciclo continuo di produzione e riassorbimento consente di mantenere sempre una pressione positiva all'interno dell'occhio entro il limite massimo dei 21 mmHg.

## Come si misura la pressione intraoculare
Esistono diversi metodi per la sua misurazione. Attualmente lo strumento più diffuso negli ospedali è il tonometro ad applanazione di Goldmann, mentre per gli screening di massa la tecnologia più diffusa è il tonometro a soffio, che non richiede contatto con la cornea perché si impiega un piccolo getto di aria compressa (la tonometria a soffio tuttavia non è così attendibile e accurata come la tonometria per applanazione). La tonometria per applanazione rappresenta il gold standard per la misurazione della pressione intraoculare a livello mondiale, e può essere eseguita solo dal medico oculista in quanto prevede l'instillazione di collirio anestetico nell'occhio e il contatto dello strumento con la superficie oculare.
Oggi si ritiene fondamentale, per una corretta valutazione della IOP, affiancare alla lettura della pressione introculare i dati relativi allo spessore centrale medio della cornea (pachimetria centrale), in quanto una cornea più "spessa" del normale necessita di una forza maggiore per essere applanata dal tonometro, con conseguente lettura sovrastimata della IOP.